# AVANA
AVANA (Antoko ny Vahoaka Aloha No Andrianina, littéralement « Parti où le peuple est la priorité ») est un parti politique malgache créé le 12 avril 2013 par Jean-Louis Robinson, qui en est le président depuis lors. C'est un parti centriste qui se veut à l'écart des luttes politiciennes.

## Formation du mouvement
À l'origine du parti AVANA, on trouve l'ambition du docteur Jean-Louis Robinson, ancien ministre de la Santé puis de la Culture, de remporter l'élection présidentielle malgache de 2013. Il est soutenu par l'ancien président Marc Ravalomanana, mais doit s'appuyer sur un parti s'il veut être crédible. Il crée donc en avril 2013, quelques mois avant les élections, le parti AVANA à partir de l'association humanitaire Vonjy Avana (fondée, elle, en 2010). Robinson finit deuxième de l'élection, ce qui donne de la visibilité et du poids à son parti, malgré sa jeunesse.
L'AVANA fait désormais partie de l'ARD (Alliance pour la Restauration de la Démocratie), dont elle est le fer de lance. L'ARD est une coalition menée par Robinson, regroupant 32 partis et une vingtaine d'associations. L'AVANA-ARD, par son poids, bénéficie ainsi du droit à former un groupe parlementaire.
AVANA est un des principaux partis de l'alliance Ambodivona, qui comptait sur l'appui de ses 80 députés pour proposer un premier ministre au président. 
Pour les Élections législatives malgaches de 2024, l'AVANA s'allie avec 30 autres partis politiques, dont le parti TGV du président Andry Rajoelina, pour former la coalition Nous tous, ensemble avec Andry Rajoelina. 